# 久保内駅

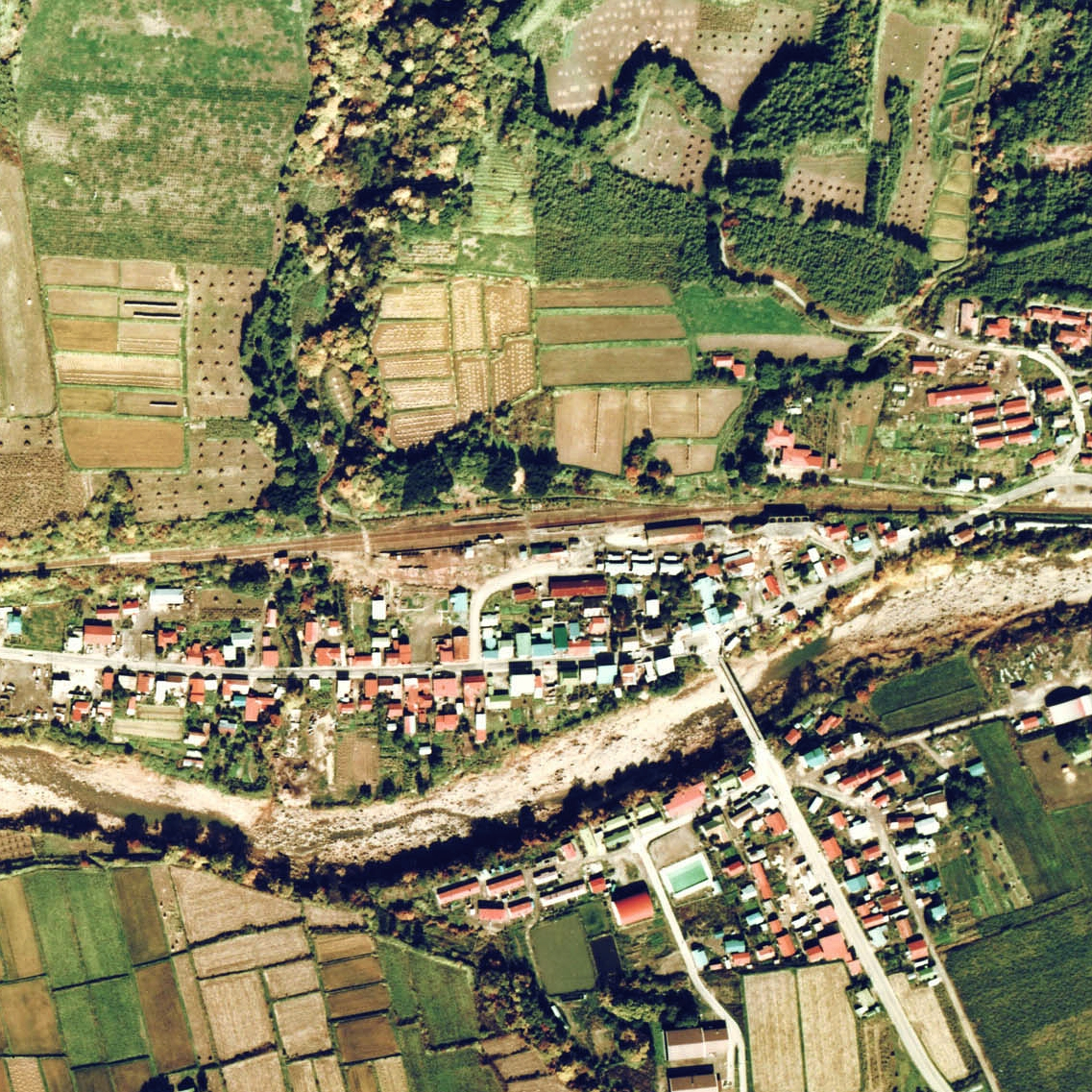
1976年の久保内駅と周囲約500m範囲。左が伊達紋別方面。駅表構内右側端に1973年に閉山するまで使用されていた幌別鉱山の積込ホッパーが残されている。

久保内駅（くぼないえき）は、北海道（胆振支庁）有珠郡壮瞥町字久保内にかつて設置されていた、日本国有鉄道（国鉄）胆振線の駅（廃駅）である。電報略号はクホ。事務管理コードは▲131903。
1980年（昭和55年）9月まで運行されていた、急行「いぶり」の停車駅であった。

## 歴史
- 1940年（昭和15年）12月15日 - 胆振縦貫鉄道伊達紋別駅 - 徳舜瞥駅（→新大滝駅）間開通に伴い、開業。一般駅[1]。
- 1944年（昭和19年）7月1日 - 胆振縦貫鉄道が戦時買収により国有化[1]。路線名を胆振線に改称し、それに伴い同線の駅となる。
- 1954年（昭和29年） - 幌別鉱山が索道とトラックを介する形で、硫黄搬出駅を室蘭本線幌別駅から当駅に切り替え（幌別鉱山軌道及び幌別駅扱いが終了）。
- 1973年（昭和48年） - 幌別鉱山閉山。
- 1980年（昭和55年）5月15日 - 貨物・荷物の取り扱いを廃止[1]。同時に出札・改札業務を停止し、旅客業務については無人[4]（簡易委託）化。列車交換設備を有し、運転要員は最終営業日まで継続配置。
- 1986年（昭和61年）11月1日 - 胆振線の全線廃止に伴い、廃駅となる[2]。

### 駅名の由来
所在地名より。アイヌ語の「クオナイ（ku-o-nay）」（弓〔＝アマッポ〕・のある・川）に由来する。

## 駅構造
廃止時点で、単式ホーム2面2線を有する地上駅であった。ホームが千鳥式に配置された、列車交換可能な交換駅であった。互いのホームは駅舎側ホーム東側と対向ホーム西側を結んだ構内踏切で連絡した。駅舎側ホーム（南側）が上りの1番線、入口部分に短い上屋とベンチが設置された対向ホーム（北側）が下りの2番線となっていた。そのほか1番線の伊達紋別方から駅舎側に分岐する行き止まりの側線を1線有し、保線用モーターカーの留置に使用されていた。
最終営業日まで、無人駅扱いの運転取扱い要員のみが配置されていた駅であった。駅舎は構内の南側に位置し、ホームとは通路及び構内踏切で連絡した。乗車券類は簡易委託化されていた。
かつては鉄鉱石の積み出し駅であった。線路の有効長は貨物列車の行き違いに備えて長かった。

## 利用状況
- 1981年度（昭和56年度）の1日乗降客数は69人[7]。

## 駅周辺
山肌に接した高台に位置した。
- 北海道道723号洞爺湖大滝線[10] - 現・国道453号（有珠国道）。
- 北海道道2号洞爺湖登別線[10]
- 壮瞥町役場久保内出張所
- 伊達警察署久保内駐在所
- 久保内郵便局
- 壮瞥町立久保内中学校
- 壮瞥町立久保内小学校
- 久保内ふれあいセンター
- 長流川 - 駅近く[7]。
- 弁景川[10]。
- 弁景温泉 - 駅から南東に約3.5km[7]。弁景川沿い[10]。
- オロフレ峠[7]。
- 道南バス「久保内」停留所

## 駅跡
1997年（平成9年）時点では住宅が建築されていた。また草むらになっている。

## 隣の駅
日本国有鉄道
胆振線
壮瞥駅 - 久保内駅 - 蟠渓駅